# Tividale FC
Tividale FC (celým názvem: Tividale Football Club) je anglický fotbalový klub, který sídlí ve vesnici Tividale v metropolitním hrabství West Midlands. Založen byl v roce 1954. Od sezóny 2017/18 hraje v West Midlands Regional League Premier Division (10. nejvyšší soutěž). Klubové barvy jsou modrá a žlutá.
Své domácí zápasy odehrává na stadionu The Beeches s kapacitou 2 800 diváků.

## Získané trofeje
- Walsall Senior Cup ( 1× )
  - 2002/03

## Úspěchy v domácích pohárech
Zdroj: 
- FA Cup
  - 4. předkolo: 1975/76
- FA Trophy
  - Preliminary Round: 2014/15, 2015/16
- FA Vase
  - 5. kolo: 2011/12

## Umístění v jednotlivých sezonách
Stručný přehled
Zdroj: 
- 1966–1973: West Midlands Regional League (Division One)
- 1973–1991: West Midlands Regional League (Premier Division)
- 1991–1994: West Midlands Regional League (Division One)
- 1994–2011: West Midlands Regional League (Premier Division)
- 2011–2014: Midland Football Alliance
- 2014–2016: Northern Premier League (Division One South)
- 2016–2017: Midland Football League (Premier Division)
- 2017– : West Midlands Regional League (Premier Division)

Jednotlivé ročníky
Zdroj: 
Legenda: Z - zápasy, V - výhry, R - remízy, P - porážky, VG - vstřelené góly, OG - obdržené góly, +/- - rozdíl skóre, B - body, červené podbarvení - sestup, zelené podbarvení - postup, fialové podbarvení - reorganizace, změna skupiny či soutěže
| Sezóny  | Liga                                             | Úroveň | Z  | V  | R  | P  | VG  | OG  | +/- | B  | Pozice |
| ------- | ------------------------------------------------ | ------ | -- | -- | -- | -- | --- | --- | --- | -- | ------ |
| 2009/10 | West Midlands Regional League (Premier Division) | 10     | 40 | 22 | 5  | 13 | 76  | 61  | +15 | 71 | 7.     |
| 2010/11 | West Midlands Regional League (Premier Division) | 10     | 38 | 31 | 4  | 3  | 123 | 33  | +90 | 97 | 1.     |
| 2011/12 | Midland Football Alliance                        | 9      | 42 | 21 | 9  | 12 | 81  | 56  | +12 | 72 | 4.     |
| 2012/13 | Midland Football Alliance                        | 9      | 42 | 20 | 6  | 16 | 81  | 69  | +12 | 66 | 8.     |
| 2013/14 | Midland Football Alliance                        | 9      | 42 | 28 | 11 | 3  | 86  | 34  | +52 | 95 | 1.     |
| 2014/15 | Northern Premier League (Division One South)     | 8      | 42 | 20 | 11 | 11 | 65  | 43  | +22 | 71 | 8.     |
| 2015/16 | Northern Premier League (Division One South)     | 8      | 42 | 5  | 11 | 26 | 52  | 95  | -43 | 26 | 22.    |
| 2016/17 | Midland Football League (Premier Division)       | 9      | 42 | 6  | 6  | 30 | 48  | 111 | -63 | 24 | 22.    |
| 2017/18 | West Midlands Regional League (Premier Division) | 10     | 38 | 28 | 5  | 5  | 121 | 50  | +71 | 89 | 2.     |
| 2018/19 | West Midlands Regional League (Premier Division) | 10     | 38 |    |    |    |     |     |     |    |        |